# Mohammed Mubarak
Mohammed Mubarak (Catar; 11 de agosto de 1984) es un exfutbolista de Catar que jugaba en la posición de Guardameta.

## Carrera

### Club
| Periodo   | Club                     |
| --------- | ------------------------ |
| 2005–2017 | Qatar SC                 |
| 2016–2017 | → Al-Arabi Doha (cedido) |
| 2017–2018 | Al-Ahli Doha             |
| 2018–2019 | Al-Shamal SC             |
| 2019–2020 | Al-Waab SC               |

### Selección nacional
Jugó para Catar en una ocasión en 2011 y participó en la Copa Asiática 2011.

## Logros
- Copa de Catar (1): 2009
- Copa de las Estrellas de Catar (1): 2014